# Электрохимический потенциал
Электрохимический потенциал — химический потенциал электрически заряженных частиц и квазичастиц (ионы, электроны, дырки) в электрическом поле (термин предложен в 1929 г. Э. А. Гуггенгеймом). Специальный термин понадобился по причине принятого в литературе условного разбиения электрохимического потенциала на неэлектрическую и электрическую части. С теоретической точки зрения такое разделение носит чисто формальный характер, поскольку носителями заряда служат те же самые формульные единицы, с которыми соотносят обычный химический потенциал, и поэтому нет способа раздельного определения его химической и электрической составляющих. Практически же разделение электрохимического потенциала на две части иногда оказывается хорошим приближением, ибо в природе существуют частицы (электроны и позитроны), для которых вследствие малости их массы вклад неэлектрической части в электрохимический потенциал пренебрежимо мал по сравнению со вкладом электрической составляющей.
Физический смысл электрохимического потенциала заключается в том, что его изменение равно работе для перехода системы из состояния {\displaystyle 1} в состояние {\displaystyle 2} с изменением химической, осмотической и электрической энергий: {\displaystyle \Delta \mu =\mu _{2}-\mu _{1}+RT\ln {\frac {C_{2}}{C_{1}}}+zF(\varphi _{2}-\varphi _{1})}. Здесь: {\displaystyle \mu _{2},\mu _{1}} - химические потенциалы в состоянии {\displaystyle 2} и {\displaystyle 1},{\displaystyle R} - универсальная газовая постоянная, {\displaystyle T} - абсолютная температура, {\displaystyle C_{1},C_{2}} - молярная концентрация, {\displaystyle z} - заряд иона в единицах элементарного заряда, {\displaystyle F=N_{a}e=9,65*10^{4}} Кл/кмоль - постоянная Фарадея, {\displaystyle \varphi _{2},\varphi _{1}} - разность потенциалов между растворами.